# Live (Our Lady Peace)
Live è un album dal vivo del gruppo rock canadese Our Lady Peace, pubblicato nel 2003.

## Tracce
1. All For You – 5:06
2. Superman's Dead – 5:52
3. Not Enough – 4:32
4. Naveed/Life – 10:41
5. Innocent – 4:59
6. Bring Back the Sun – 5:07
7. One Man Army – 4:06
8. Is Anybody Home? – 5:52
9. Our Time Is Fading – 3:03
10. Are You Sad? – 8:24
11. Whatever – 3:33
12. Clumsy – 4:19
13. Starseed – 7:59
14. Somewhere Out There – 4:23